# Michael Jackson In Soul Train
In Soul Train – DVD Michaela Jacksona, które zostanie wydane 27 stycznia 2010 roku tylko w Japonii. Zawiera wszystkie występy The Jackson 5, The Jacksons i solo Michaela Jacksona w programie Soul Train.

## Lista utworów
1. „Lookin' Through The Windows"/ Jackson 5
2. „I Want You Back”/ Jackson 5
3. „Corner Of The Sky"/ Jackson 5
4. „Dancing Machine”/ Jackson 5
5. „Get It Together”/ Jackson 5
6. „With a Child’s Heart”/ Jackson 5
7. „Don't Say Goodbye Again"/ Jackson 5
8. „Whatever You Got, I Want"/ Jackson 5
9. „If I Don't Love You This Way"/ Jackson 5
10. „What You Don’t Know"/ Jackson 5
11. „Just a Little Bit of You”/ Michael Jackson
12. „Forever Came today"/ Jackson 5
13. „One Day In Your Life”/ Michael Jackson
14. „All I Do Is Think Of You"/ Jackson 5
15. „We've Got Forever"/ Michael Jackson
16. „Push Me Away"/ Jacksons
17. „Things I Do For You"/ Jacksons
18. „Shake Your Body (Down to the Ground)”/ Jacksons
19. „Remember the Time”/ Michael Jackson
20. „Dangerous - Smooth Criminal - Dangerous"/ Michael Jackson
21. „You Are Not Alone”/ Michael Jackson